# Rogelio Romano
Rogelio Mario Romano (n. Rosario, Santa Fe; 15 de octubre de 1931 - f. Buenos Aires, Argentina; 15 de agosto de 2011) fue un actor de cine, radio y teatro, periodista, director teatral y escritor argentino.

## Carrera
Romano fue un actor de reparto que nació cinematográficamente durante la época de oro del cine argentino, junto a grandes artistas de la talla de Arturo García Buhr, María Rosa Gallo, Héctor Méndez, Guillermo Battaglia, Carlos Carella y Ángel Magaña.
Hizo teatro vocacional y se recibió en el industrial de Técnico Mecánico. Trabajó en Buenos Aires en el Teatro del Pueblo con Las Cuatro Tablas. Estudió en el I.S.E.R. y fue un escritor de cuentos, fotonovelas e historietas; con los organigramas y sábanas en radio se asocia a Argentores hacia 1960. 
Como periodista se destacó en gráfica en diarios como Clarín Suplemento Cultural, Crónica y El Atlántico; y en revistas tales como  Radiolandia  y Ética Nacional.
En 1970 formó parte del Bloque Latinoamericano de Actores.

## Filmografía
- 1956: Después del silencio
- 1959: Mi esqueleto
- 1960: Los acusados
- 1960: Culpable
- 1960: La patota
- 1961: Hijo de hombre
- 1963: Placeres conyugales
- 1964: La sentencia
- 1967: La cigarra está que arde
- 1972: Olga, la hija de aquella princesa rusa
- 1973: Este loco... loco Buenos Aires
- 1974: La Madre María
- 1976: Furia en la isla
- 1984: Todo o nada
- 1986: Correccional de mujeres
- 1987: Obsesión de venganza
- 2001: El hijo de la novia[5]

## Radio
Rogelio tuvo una larga trayectoria como actor y autor radial. Entre 1954 y 1956 forma parte del elenco de Los Pérez García. A lo largo de su larga carrera integró diversos radioteatros de diferentes compañías radiofónicas como los de Jorge Salcedo, Elcira Olivera Garcés, Horacio Torrado y Julia Sandoval, Antuco Telesca,  Eduardo Rudy e Hilda Bernard, Armando Discépolo, Norma Aleandro y Emilio Alfaro, entre otros. En emisoras como Radio Rivadavia, Libertad, Municipal, Splendid, Belgrano, Excelsior, Nacional y R.1 Radio El Mundo, asociado a esta última en 1956.

## Televisión
- 1957: Hombres y mujeres de blanco
- 1958: Vertical Buenos Aires
- 1958: Historias de jóvenes
- 1958-1962: Teleteatro para la Hora del té
- 1959: Dos en el mundo
- 1959: Operación Cero
- 1959-60, 1967-69: Teatro Universal
- 1962-1963: Su comedia favorita
- 1962-65: El Show de Marrone
- 1966-69: El teatro de Darío Vittori
- 1969: Rafael Heredia, gitano
- 1970: La Rubia Mireya
- 1970: Los Muchachos de antes no usaban gomina
- 1971-72: Cuentos para la noche
- 1973: El Teatro de Pacheco
- 1973: Cuatro hombres para Eva
- 1973-1974: Fresco y Batata
- 1977: El humor de Verdaguer
- 1979: Propiedad horizontal
- 1980: Mediodía con humor
- 1983: Sábados de la bondad[7]

## Teatro
Romano fue un importante actor y director teatral de numerosas obras y puestas musicales.
Como actor están:
- Calígula
- La casa de mamá
- Recordando a mamá
- Los Chismes de las mujeres
- Así es la vida
- La zapatera prodigiosa
- La zorra y las uvas
- Luna de miel para todo
- Las de Barranco
- Los millones de Orofino
- La pérgola de las flores
- Coca –Cola en marcha
- La viuda difícil
- Equus[8]
- Mil francos de recompensa
- La Biunda
- Conoce usted la Vía Láctea
- El sueño de una noche de verano
- Los árboles mueren de pie
- Locos de verano
- El tango del ángel
- Los muchachos del clan
- Donde duermen dos duermen tres
- Historia del zoo[9]
- Todo a pulmón
- El pato silvestre[10]

Como director se destacó en:
- Conoce usted la Vía Láctea
- Donde duermen dos duermen tres
- Los derechos
- Historia del Teatro Argentino

También tuvo un rol como autor de obras como Martín Fierro, Los Derechos, Historia del Teatro Argentino y El Sí de las niñas.